# Фернандес, Габриэль (футболист, 1994)
Габриэль Матиас Фернандес Лейтес (исп. Gabriel Matías Fernández Leites; родился 13 мая 1994 года, Монтевидео) — уругвайский футболист, нападающий клуба «УНАМ Пумас».

## Биография
Фернандес — воспитанник клубов «Белья Виста» и «Дефенсор Спортинг». В начале 2013 года он был включён в заявку последнего на сезон. Сразу же для получения игровой практики Габриэль был отдан в аренду в «Серро-Ларго». 23 февраля в матче против «Монтевидео Уондерерс» он дебютировал в уругвайской Примере. 9 марта в поединке против «Прогресо» Габриэль забил свой первый гол за «Серро-Ларго». Летом того же года Фернандес вернулся в «Дефенсор Спортинг». 2 ноября в матче против столичного «Расинга» он дебютировал за новый клуб.
Летом 2014 года Фернандес перешёл в столичный «Расинг». 16 августа в матче против «Данубио» он дебютировал за новый клуб. 31 августа в поединке против «Атенаса» Габриэль сделал «дубль», забив свои первые голы за «Расинг».
В начале 2018 года Фернандес присоединился к «Пеньяролю». 11 февраля в матче против столичного «Ривер Плейта» он дебютировал за новую команду. 24 февраля в поединке против столичного «Ливерпуля» Габриэль забил свой первый гол за «Пеньяроль». 12 августа в матче против «Ливерпуля» он сделал хет-трик. В 2018 году Габриэль помог клубу выиграть чемпионат.
Летом 2019 года в Фернандес перешёл в испанскую «Сельту». 17 августа в матче против «Реал Мадрида» он дебютировал в Ла Лиге. 24 августа в поединке против «Валенсии» Габриэль забил свой первый гол за «Сельту».

## Достижения
- Чемпион Уругвая (1): 2018
- Обладатель Суперкубка Уругвая (1): 2018
- Финалист молодёжного Кубка Либертадорес (1): 2012